# Joachim von Zanthier
Joachim von Zanthier (* 30. August 1964 in Nürnberg) ist ein deutscher Experimentalphysiker und Hochschullehrer, der momentan am Institut für Quantenoptik und Quanteninformation an der Friedrich-Alexander-Universität Erlangen-Nürnberg forscht.

## Leben
Nach seinem Abitur 1983 am Karls-Gymnasium München, mehreren Reisen durch Asien und einem kurzen Studium der Wirtschaftswissenschaften, leistete er seinen Wehrdienst im Wehrbereichskommando VI in München. Anschließend widmete er sich ab 1986 dem Studium der Physik an der Ludwig-Maximilians-Universität in München. Später setzte er sein Studium in Paris bis zum Abschluss mit der Promotion beim Nobelpreisträger Alain Aspect fort. Von 1996 bis 2004 war er in verschiedener Funktion wissenschaftlicher Mitarbeiter am Max-Planck-Institut für Quantenoptik in der Gruppe von Herbert Walther. Von Zanthier habilitierte sich 2002 an der LMU in München und wurde dort Privatdozent. Seit 2004 ist er Professor an der Universität Erlangen-Nürnberg.
Von Zanthiers Doktorarbeit beschäftigt sich mit der Verstärkung evaneszenter Wellen durch dielektrische Strukturen. Seine bisher meistzitierten Arbeiten wurden in der Gruppe von Herbert Walther angefertigt und beschäftigten sich mit dem Kühlen von und Präzisionsmessungen an gefangenen Ionen. Sein besonderer Forschungsschwerpunkt liegt derzeit auf Quantenphänomenen, insbesondere bildgebenden Verfahren mit Quanten, Klassifizierung von Mehrteilchenverschränkung und nicht-klassischer Photonenstatistik und Superradianz.